# 松尾台

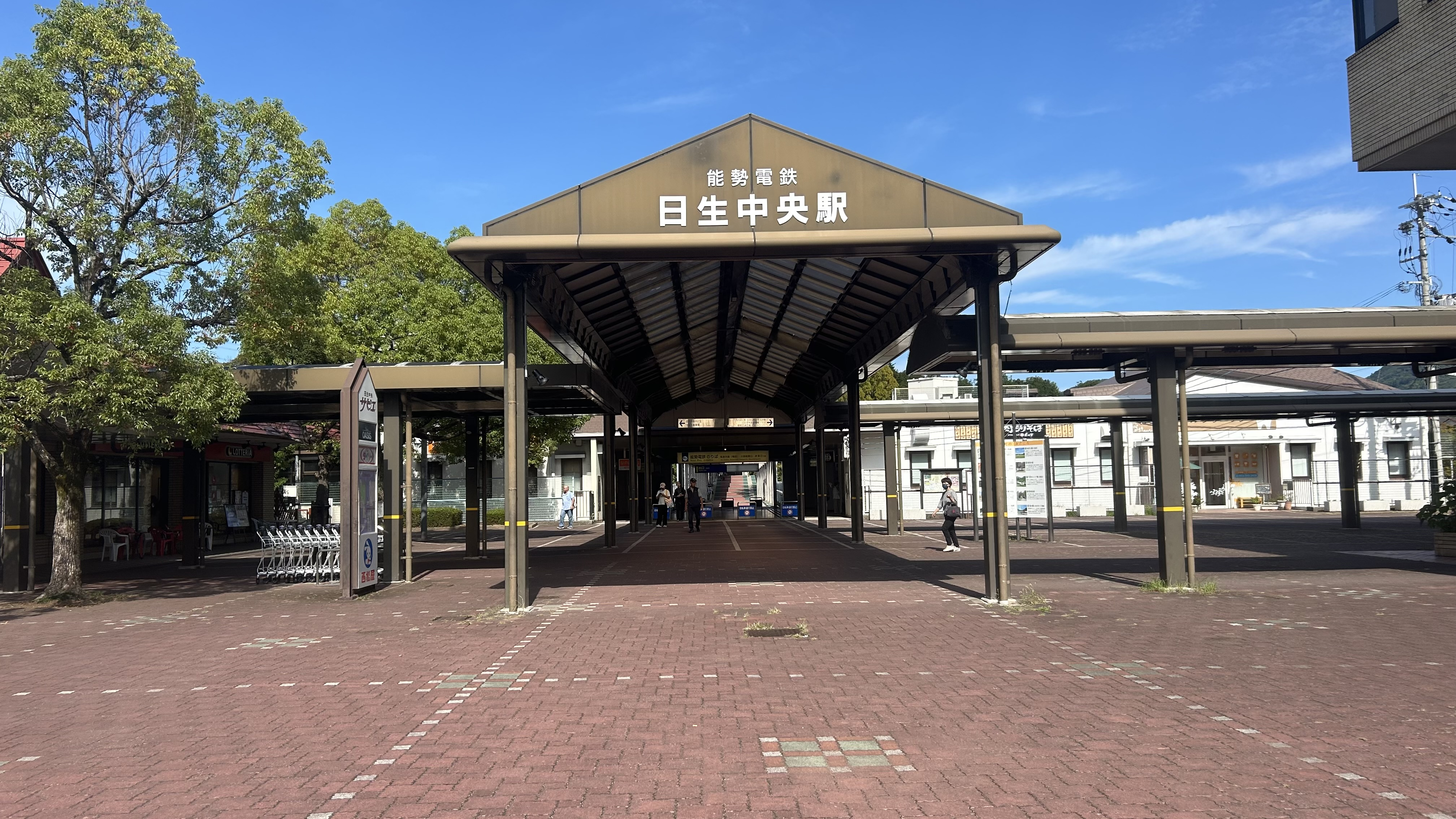
日生中央駅

松尾台（まつおだい）は、兵庫県川辺郡猪名川町にある町丁。1丁目から4丁目まである。郵便番号は666-0261。

## 地理
東は美山台、一庫に、他は原と接する。

## 交通

### 鉄道
- 能勢電鉄日生線
  - -日生中央駅

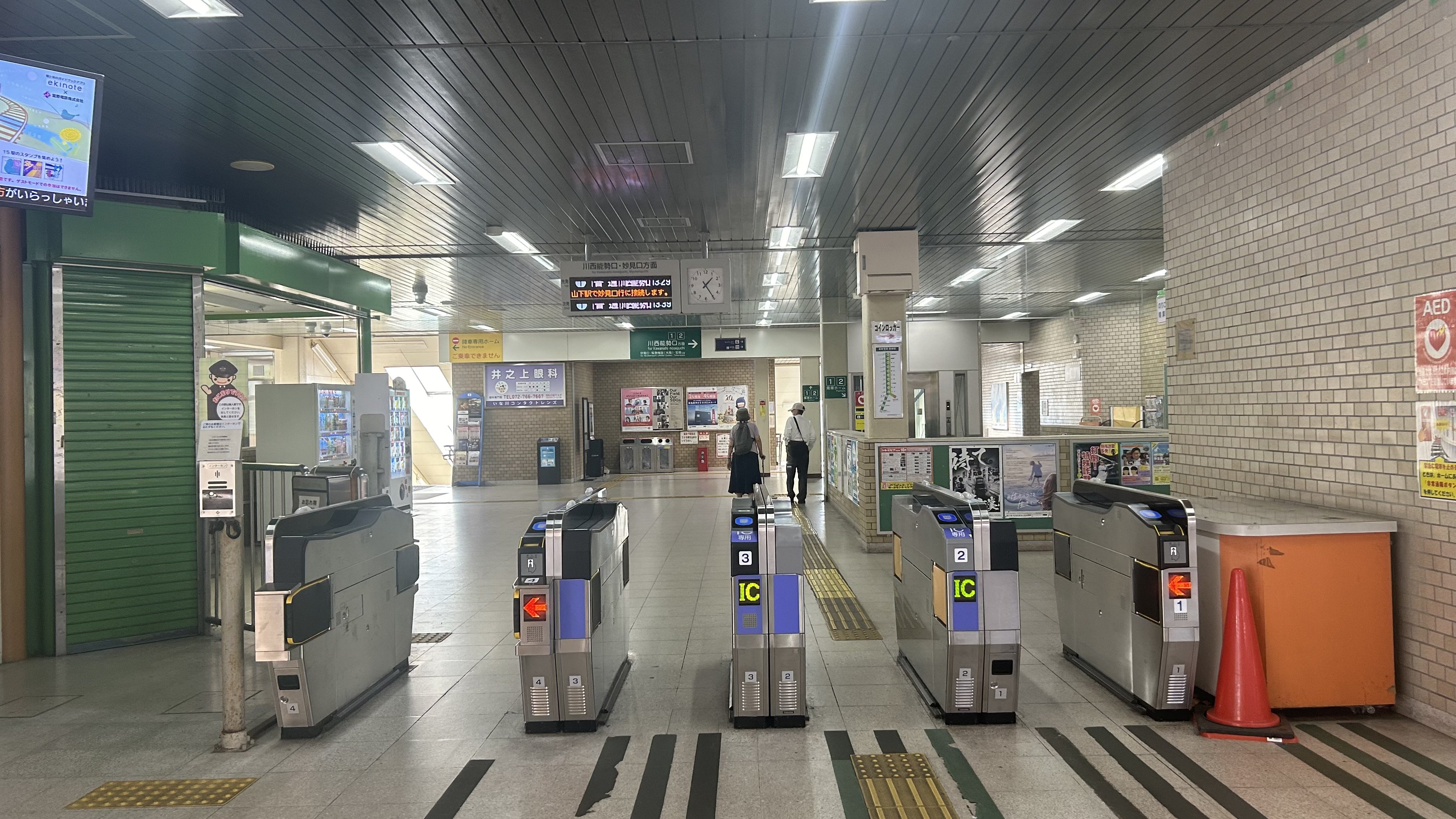
改札口
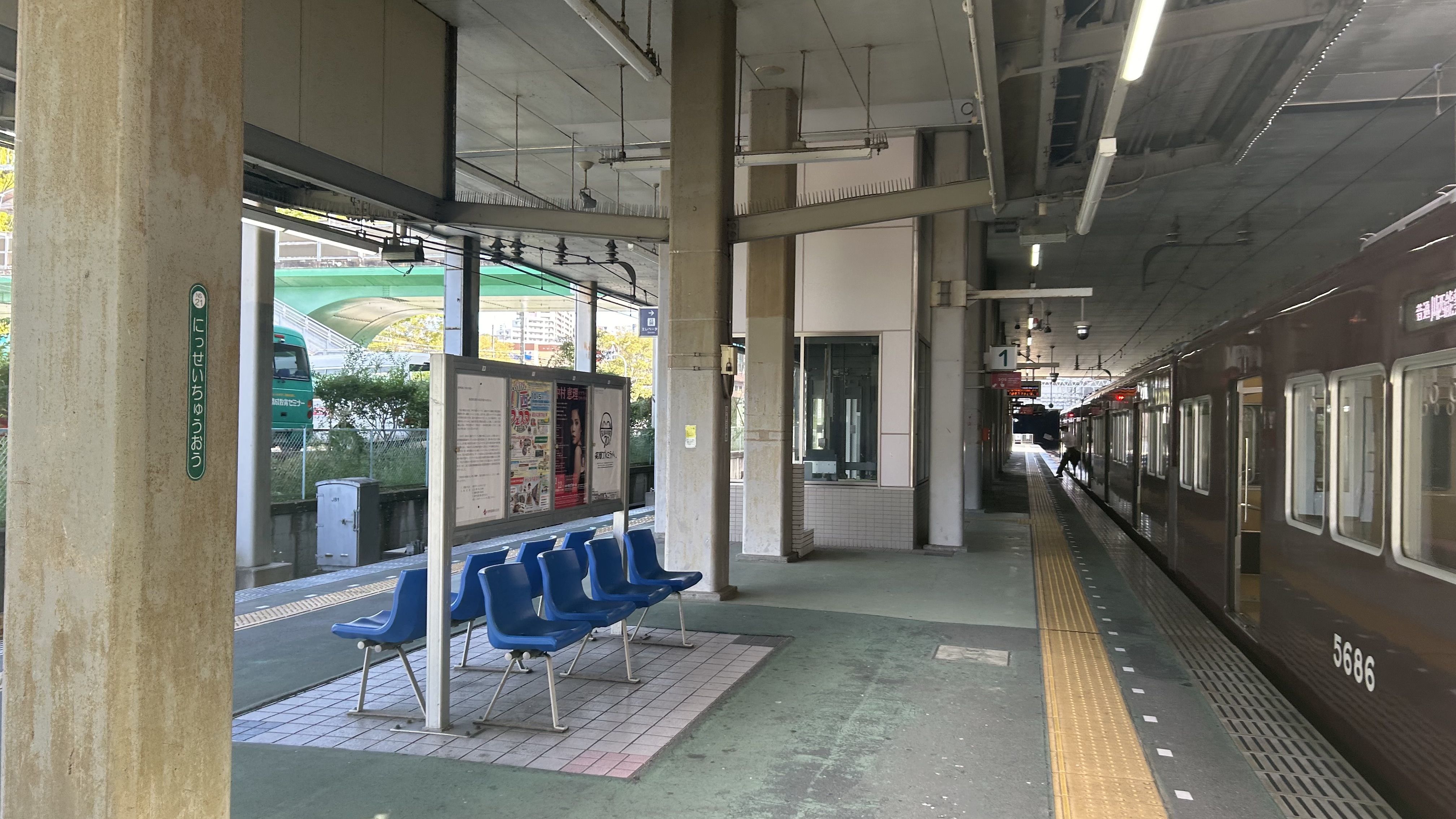
ホーム

### バス
阪急バスが通っている
| 路線名 | 起点             | 町内の停留所                    | 終点         |
| ------ | ---------------- | ------------------------------- | ------------ |
| 6      | (環状)           | (原)-日生中央駅                 | 日生中央駅   |
| 9      | (環状)           | (原)-日生中央駅                 | 日生中央駅   |
| 22     | 阪急川西能勢口駅 | (原)-日生中央駅                 | 日生中央駅   |
| 31     | 上佐曽利         | (白金)-日生中央駅               | 日生中央駅   |
| 61     | 柏原             | (原)-日生中央駅                 | 日生中央駅   |
| 63     | 若葉二丁目       | (原)-日生中央駅-(美山台)        | 伏見池公園前 |
| 64     | 若葉二丁目       | (原)-日生中央駅-(丸山台 美山台) | 伏見池公園前 |
| 65     | 日生中央駅       | 日生中央駅-(丸山台 美山台)      | (環状)       |
| 66     | 日生中央駅       | 日生中央駅-(丸山台 美山台)      | 伏見池公園前 |

## 校区[2]
| 丁目 | 小学校       | 中学校     |
| ---- | ------------ | ---------- |
| 1    | 松尾台小学校 | 清陵中学校 |
| 2    | 松尾台小学校 | 清陵中学校 |
| 3    | 松尾台小学校 | 清陵中学校 |
| 4    | 松尾台小学校 | 清陵中学校 |

## 施設

### 1丁目
- 日生中央駅
- ローソン 日生中央店
- 川西警察署 日生中央交番
- ケーズデンキ 日生中央店

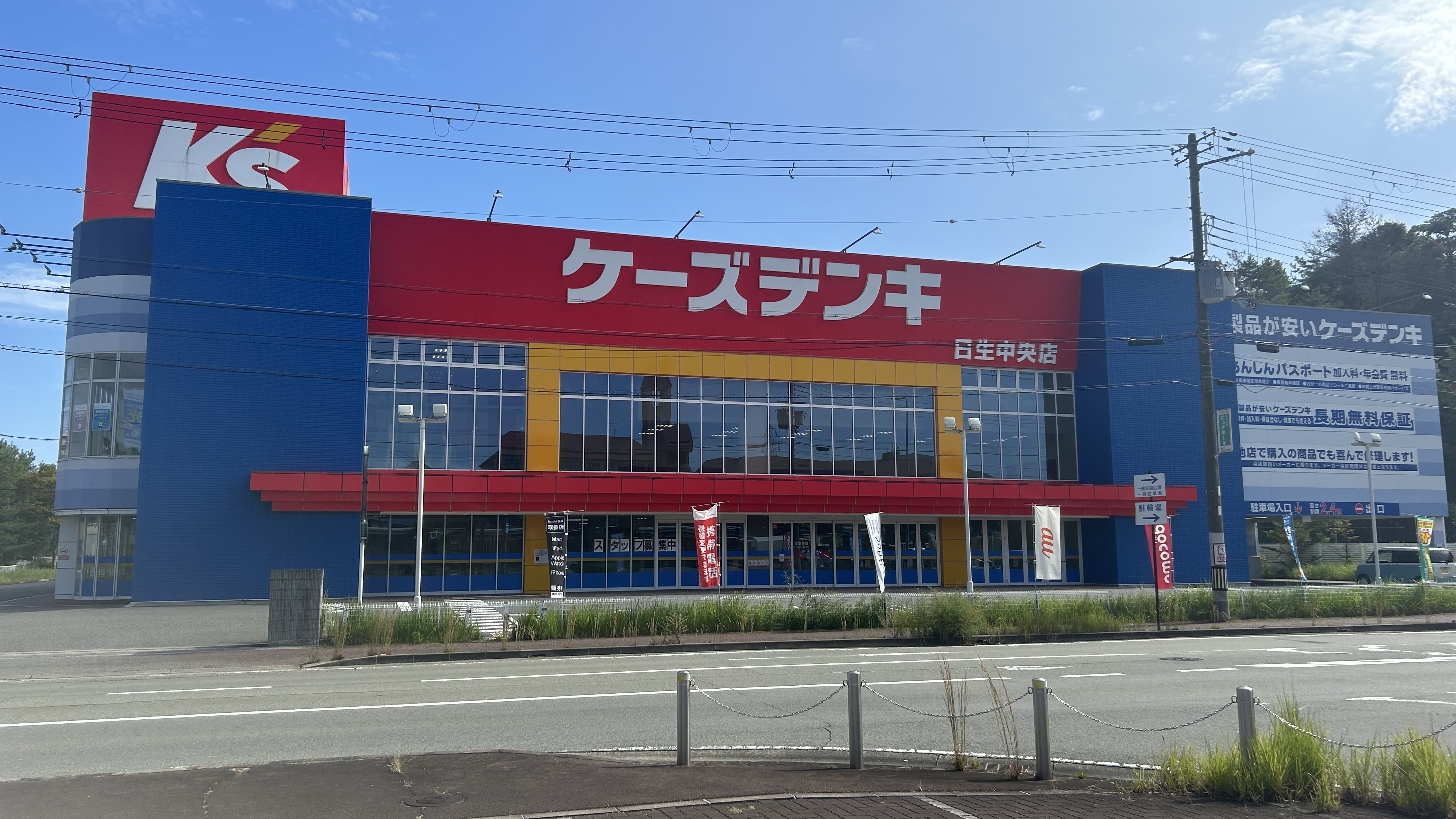
ケーズデンキ日生中央店

### 2丁目
- うぐいす池公園
- 猪名川町立松尾台小学校

### 4丁目
- 松尾台南公園